# Koninksem
Koninksem (fr. Coninxheim, Coninxheim-lez-Tongres; lim. Kunsem) – dzielnica (deelgemeente) miasta Tongeren w Belgii, w Regionie Flamandzkim, w prowincji Limburgia, w okręgu Tongeren. 1 stycznia 2020 roku liczyła 1338 mieszkańców. Do 31 grudnia 1971 samodzielna gmina. 

## Demografia
Liczba mieszkańców, stan na 1 stycznia:
| Rok                | 1930 | 1947 | 1961 | 2020 |
| ------------------ | ---- | ---- | ---- | ---- |
| Liczba mieszkańców | 675  | 693  | 747  | 1338 |